# Hélène Cixous
Hélène Cixous (AFI: /elɛn siksu/  ? escutar; Orã, 5 de junho de 1937 ) é uma ensaísta, dramaturga, poetisa e crítica literária francesa. 
Durante sua carreira acadêmica, ela foi associada principalmente ao Centre universitaire de Vincennes (atual Universidade Paris 8), da qual foi cofundadora em 1969 e onde criou o primeiro centro de estudos da mulher em uma universidade europeia.  Conhecida por seu estilo de escrita experimental e pela grande versatilidade como escritora e pensadora, ela escreveu mais de setenta livros que tratam de vários gêneros: teatro, teoria literária e feminista, crítica de arte, autobiografia e ficção poética. É também conhecida como uma das pioneiras feministas da Europa.
Ainda em 1969, seu primeiro trabalho de ficção, Dedans ('Dentro'), um romance semiautobiográfico, explora temas tais como identidade, memória, morte e escrita. O livro obteve o Prix Médicis. Todavia ela se tornou mais conhecida por seu ensaio de 1976. Le Rire de la Méduse (O riso da Medusa ), que a consagrou como uma das primeiras pensadoras do feminismo pós-estruturalista. 
Cixous colaborou com vários artistas e diretores, como Adel Abdessemed, Pierre Alechinsky, Simone Benmussa, Jacques Derrida, Simon Hantaï, Daniel Mesguich e Ariane Mnouchkine. 
É professora da Universidade Paris VIII e da European Graduate School, em Saas-Fee, Suíça.  Desde 1983, mantém um seminário no Collège International de Philosophie. Recebeu diversos títulos honorários de universidades canadenses, irlandesas, britânicas e americanas. 
Autora de uma vasta obra, que inclui ensaios,  romances  e peças teatrais, tem sido considerada como uma forte candidata ao Prêmio Nobel de Literatura.

## Biografia

### Vida pessoal
Hélène Cixous nasceu em Oran, na então Argélia Francesa, filha de pais judeus: Eve Cixous (nascida Klein; 1910-2013) e Georges Cixous (1909-1948). Georges Cixous, um médico que havia escrito sua dissertação sobre tuberculose, morreu dessa doença, em 1948. Após a morte do marido, Eve Cixous tornou-se parteira em Argel "até sua expulsão com os últimos médicos e parteiras franceses, em 1971". Hélene se casa com Guy Berger em 1955, deixando a Argélia. O casal teria três filhos, Anne-Emmanuelle (nascida em 1958), Stéphane (1960-1961) e Pierre-François (nascido em 1961). Divorciaram-se em 1964.
O irmão de Hélène, Pierre, "estudante de medicina e defensor da independência da Argélia", condenado à morte em 1961 pela Organisation armée secrète, parte para a França, juntando-se a Helène, em Bordeaux. Após a independência do país, em 1962, Pierre e Eve, retornam à Argélia e são presos. Hélène "consegue a libertação deles com a ajuda do advogado de Ahmed Ben Bella".

### Carreira
Hélène Cixous obtém a agregação em língua inglesa, em 1959  e o Doctorat ès lettres em 1968. Seu foco principal, na época, eram a literatura inglesa e as obras de James Joyce. Tornou-se "assistente" na Universidade de Bordeaux, em 1962, atuou como maître assistente na Universidade de Paris (Sorbonne) de 1965 a 1967 e foi nomeada maître de conférence na Universidade Paris Nanterre, em 1967.
Em 1968, após os eventos de maio, Cixous fez parte do grupo fundador da Universidade Paris VIII - Vincennes, "criada para servir como alternativa ao ambiente acadêmico francês tradicional". Em 1974, ela cria, no âmbito da universidade, o Centre de Recherches en Etudes Féminines (atual Centre d’études féminines et d’études de genre), a primeira instituição europeia de pesquisa dedicada ao estudo das questões femininas e do feminismo.

## Obra
Hélène Cixous publicou cerca de sessenta títulos. Além de ensaios e literatura de ficção, ela é também autora de peças teatrais que foram encenadas por Simone Benmussa, por Daniel Mesguich e por Ariane Mnouchkine no Théâtre du Soleil. Em 1963, ela encontrou Jacques Derrida, com quem manteve uma longa amizade e compartilhou inúmeras atividades políticas e intelectuais, incluindo os primeiros anos da Universidade Paris VIII (Vincennes-Saint-Denis, criada em 1969), o Centre national des lettres (atual Centre national du livre), o Parlamento Internacional dos Escritores, o Comitê Antiapartheid, além de colóquios e seminários no Collège International de Philosophie. Eles compartilharam algumas publicações  em comum ou cruzadas, como Voiles, Portrait de Jacques Derrida en Jeune Saint Juif (Galilée, 2001), H.C. pour la vie, c’est à dire… (Galilée, 2002).
Além de ensaios sobre Derrida e James Joyce, ela também escreveu sobre  Clarice Lispector, Maurice Blanchot, Franz Kafka, Heinrich von Kleist, Montaigne, Ingeborg Bachmann, Thomas Bernhard, e a poetisa russa Marina Tsvetaeva. Seu ensaio O Riso da Medusa foi traduzido em dezenas de línguas.  

### Ficção
- Le Prénom de Dieu (Grasset, 1967);
- Dedans (Grasset, 1969);
- Le Troisième Corps (Grasset, 1970);
- Les Commencements (Grasset, 1970)
- Neutre (Grasset, 1972);
- Tombe (Seuil, 1973, 2008);
- Portrait du Soleil (Denoël, 1974);
- Révolutions pour plus d'un Faust (Seuil, 1975);
- Souffles (Des femmes, 1975);
- Partie (Des femmes, 1976);
- La (Gallimard, 1976);
- Angst (Des Femmes, 1977);
- Anankè (Des femmes, 1979);
- Illa (Des femmes, 1980);
- Limonade tout était si infini (Des femmes, 1982)
- Le Livre de Prométhéa (Gallimard, 1983)
- Déluge (Des femmes, 1992);
- Beethoven à jamais ou l'Existence de Dieu (Des femmes, 1993);
- La Fiancée juive de la tentation (Des femmes, 1995);
- OR, les lettres de mon père (Des femmes, 1997);
- Osnabrück (Des femmes, 1999);
- Le Jour où je n'étais pas là (Galilée, 2000);
- Les Rêveries de la femme sauvage (Galilée, 2000);
- Manhattan (Galilée, 2002);
- Tours promises (Galilée, 2004)
- Rencontre terrestre (com Frédéric-Yves Jeannet; Galilée, 2005);
- L'amour même: dans la boîte aux lettres (Galilée, 2005);
- Hyperrêve (Galilée, 2006);
- Si près (Galilée, 2007);
- Cigüe: vieilles femmes en fleurs (Galilée, 2008);
- Philippines: prédelles (Galilée, 2009);
- Ève s'évade: la ruine et la vie (Galilée, 2009)[16]
- Double Oubli de l'Orang-Outang (Galilée, 2010)[17]
- Homère est morte (Galilée, 2014);

### Ensaios
- L'Exil de James Joyce ou l'art du remplacement (Grasset, 1968);
- Prénoms de Personne (Le Seuil, 1974);
- La Jeune Née (U.G.E., 1975);
- Le Rire de la Méduse (L'Arc, 1975);
- La Venue à l’écriture (U.G.E., 1977);
- Entre l’écriture (Des femmes, 1986);
- L'Heure de Clarisse Lispector (Des femmes, 1989);
- Karine Saporta, com Daniel Dobbels e Bérénice Reynaud (Armand Colin, 1990);
- Hélène Cixous, photos de racines, com Mireille Calle-Gruber (Des femmes, 1994)
- Voiles (con Jacques Derrida, Galilée, 1998)
- Portrait de Jacques Derrida en jeune saint juif (Galilée, 2001)
- Le Voisin de zéro: Sam Beckett (Galilée, 2007)
- Abstracts et brèves chroniques du temps. I. Chapitre Los (Galilée, 2013)
- Ayaï! Le Cri de la littérature (Galilée, 2013)

### Teatro
- La Pupille (Cahiers Renaud-Barrault, 1971)
- Portrait de Dora (Des femmes, 1975). Apresentada no Théâtre d'Orsay, Paris (1976) e Londres (1979).
- La Prise de l'école de Madhubaï (Avant-Scène, 1984)
- L’Histoire terrible mais inachevée de Norodom Sihanouk, roi du Cambodge (Théâtre du Soleil, 1985; ed. corrigida 1987).
- L’Indiade, ou l’Inde de leurs rêves, et quelques écrits sur le théâtre (Théâtre du Soleil, 1987)
- Les Euménides d’Eschyle (trad. para o Théâtre du Soleil, 1992)
- La Ville parjure ou le réveil des Erinyes (Théâtre du Soleil, 1994)
- Et soudain, des nuits d'éveil (Théâtre du Soleil, 1997)
- Tambours sur la digue (Théâtre du Soleil, 1999)
- Rouen, la Trentième Nuit de Mai '31 (Galilée, 2001)
- Les Naufragés du fol espoir (Théâtre du soleil, 2010)